# Don Felder
Donald William "Don" Felder (Gainesville, Florida, 21 de septiembre de 1947) es un músico y cantautor, conocido principalmente por sus trabajos de guitarrista líder para The Eagles desde 1974 a 1980 y de nuevo en 1994 a 2001.

## Infancia e influencias
Don Felder tuvo por primera vez atracción a la música después de ver a Elvis Presley en vivo en The Ed Sullivan Show. Tuvo su primera guitarra a la cercana edad de diez años, la cual él anunció había intercambiado con un amigo por un puñado de caramelos de cereza. Fue influenciado fuertemente por el Rock and roll y al cumplir quince, armó su propia banda, The Continentals, la cual alcanzó la fama con Stephen Stills de Crosby, Stills & Nash. En la misma época conoció a  Bernie Leadon, que se convertiría después en fundador de The Eagles. Él y Bernie cursaron en la secundaria de Gainesville en Gainesville, Florida. Bernie remplazó a Stills y renombraron la banda a The Maundy Quintet. Una nota interesante: en el anuario de 1966 de la secundaria de Gainesville The Maundy Quintet se ve junto a otro estudiante de la secundaria Gainesville, y su banda que estaba destinada a la fama; Tom Petty y su futura banda Epics. Don Felder le dictó clases de guitarra a Tom Petty durante un año y medio en una tienda musical, y aprendió la técnica del slide de Duane Allman.
Después de que la banda se disolvió, Felder viajó a Nueva York con una banda llamada Flow, la cual publicó un único álbum de jazz. Mientras tanto en Nueva York, Felder mejoró su destreza en la guitarra y aprendió varios estilos.
Después de que Flow se terminara, Felder se mudó a Boston, donde consiguió un empleo en un estudio de grabación. Allí, a través de su amistad con Leadon, conoció al resto de los Eagles en 1971, cuando estaban en su primer tour. En 1972, Felder se mudó a California donde estaba contratado como guitarrista para un tour hecho por David Blue. Felder ayudó a Blue a organizar juntos un tour, durante este tiempo abrieron algunos espectáculos de Crosby and Nash en noviembre de 1973 y a abrir el teatro Roxy en Hollywood, California para Neil Young y Santa Monica Flyers. Felder remplazó a David Lindley (quien se enfermó fuertemente) en Crosby and Nash. También practicaría e improvisaría en tiempos de ensayos con Eagles.

## The Eagles

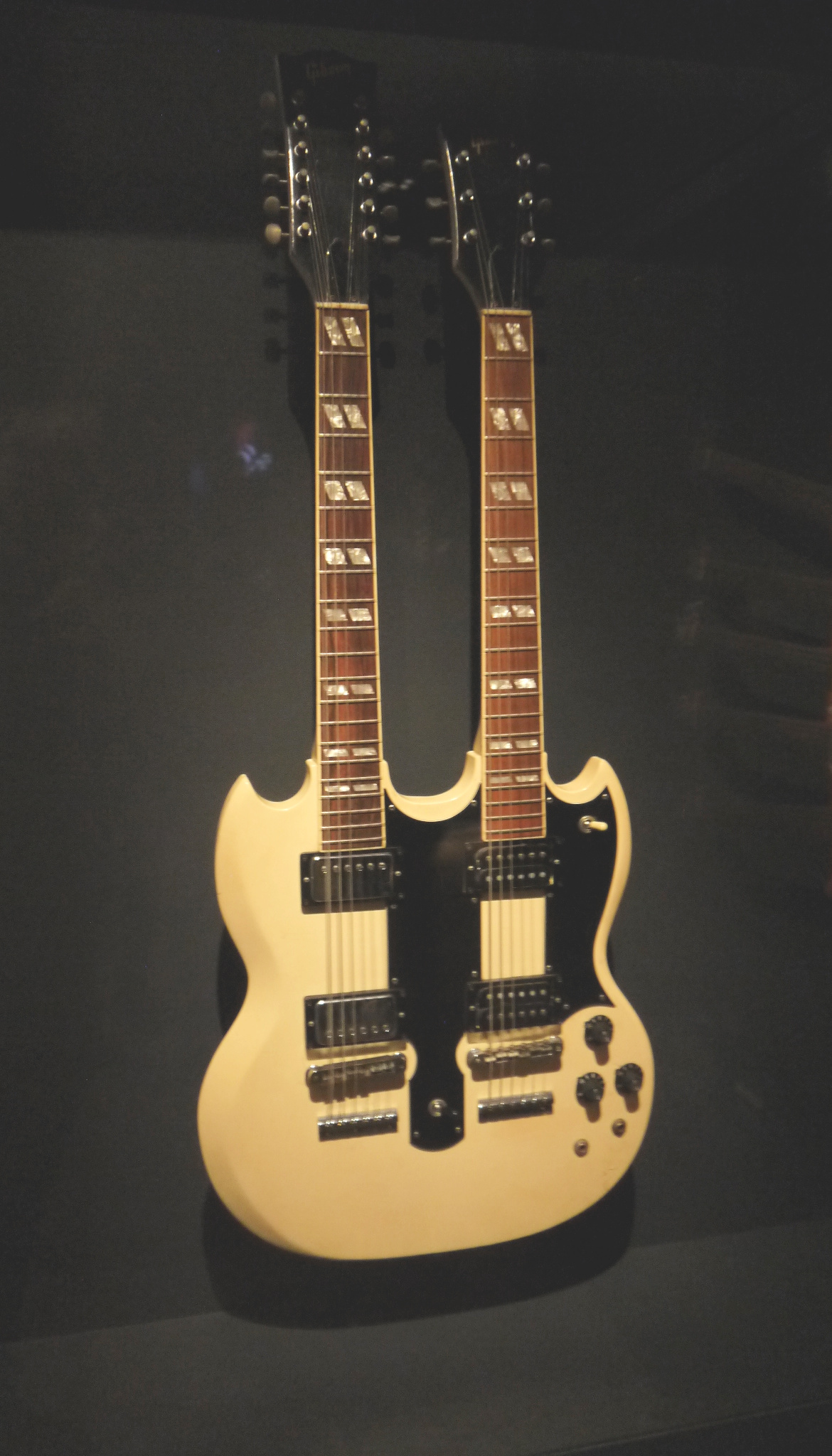
Guitarra usa por The Eagles (1975)

En 1974, Felder fue reclutado por The Eagles para tocar al estilo Slide en su canción "Good Day in Hell".  Al día siguiente lo llamaron para que se uniera a la banda. La banda se trasladó de su estilo country rock, al estilo rock. En su cuarto álbum, One of These Nights, Felder hizo la voz principal en la canción "Visions", la cual compuso junto a Don Henley. Joe Walsh consecuentemente se unió a la banda al año siguiente (1976), después de la salida de Bernie Leadon.
El primer álbum que publicaron después de su cambio de imagen fue Hotel California, el cual se convirtió en un éxito a nivel mundial. Felder compuso la música para la canción del álbum Hotel California, y originalmente la había introducido, como un demo instrumental para Henley y Frey quienes primeramente la llamaron "Mexican Reggae". Se convirtió en la canción más exitosa que habían grabado. Después de publicar Hotel California y el tour que se hizo justo después, los Eagles se vieron bajo presión extrema para repetir este éxito. En su siguiente álbum, de 1979 The Long Run, se tomaron casi tres años para completarlo. La banda terminó en 1980, ostensiblemente para bien. Cuando estaban de tour, Felder fue visto algunas veces usando una guitarra Gibson Custom Shop Double-neck SG. En 2010, la Gibson Custom Shop sacó a la venta una edición limitada autografiada Les Paul y EDS-1275 en honor a Felder.

## Carrera después de los 70's
Después de acabar con The Eagles, Felder se enfocó principalmente en su familia, y además se enfrascó en una carrera de solista. Trabajó en el álbum de Bee Gees, "Living Eyes" de 1981, como guitarrista de sesión. En 1983, publicó un álbum de Rock and roll titulado Airborne del que hasta la fecha queda su solo de LP, además contribuyó a las canciones "Heavy Metal (Takin' a Ride)" (con exmiembros Don Henley y Timothy B. Schmit con voces secundarias) y "All of You" a la banda sonora de la película Heavy Metal de 1981, así como el tema de apertura de The Wild Life. Entre 1985 y 1986 presentó un show de comedia musical llamado FTV.  En 1986 escribió y realizó toda la música y el tema de la serie animada Galaxy High.
En 1994, The Eagles (incluyendo a Felder) se reunieron para un concierto al aire en MTV, el cual resultó en el nuevo álbum Hell Freezes Over. Felder continuó como miembro de The Eagles durante los conciertos de año nuevo desde 1994 hasta 2000.
Felder interpretó con The Eagles (con todos los miembros, actuales y exmiembros) en 1998 en la ciudad de Nueva York ára la inducción de la banda en el Rock and Roll Hall of Fame. Los siete artistas interpretaron juntos los temas "Take It Easy" y "Hotel California".
El 9 de octubre, el primer nuevo álbum, después de tres décadas llamado "Road to Forever" fue publicado. El sencillo del álbum se llama "Fall from the grace of love.
Felder interpretará a los donantes de la campaña presidencial de Mitt Romney en la Convención Nacional Republicana el 8 de octubre de 2012.

## Vida personal
En el año 2000, Felder se divorció de su esposa de 30 años, Susan Felder. Se conocieron cuando Felder estaba consiguiendo nivel musical en Gainesville, Florida. Tuvieron cuatro hijos: Jesse, Rebecca, Cody y Leah. Se comprometió con la agente de bienes raíces Katherin Nicholson in 2007. Felder reclama que Nicholson fue la que impulsó la separación de The Eagles y para formar una nueva banda.  Nicholson y Felder tienen juntos un hijo.  
Felder escribió un libro de su vida Heaven and Hell: My Life in the Eagles (1974 - 2001) en 2006. Lo publicó a principios de 2008 y rápidamente se convirtió en un afamado de New York Times, el libro cuenta su vida completa, describiendo su tumultuosa relación con Glenn Frey y Don Henley, y relata su propia versión de su salida de la banda en 2001.

## Terminación y litigios
El 6 de febrero de 2001 Don Felder fue expulsado de The Eagles. Felder respondió presentando dos demandas en contra de "Eagles, Ltd., una corporación de California, Don Henley, un individuo, Glenn Frey, un individuo, y Does 1-50", denunciando despido injustificado, incumplimiento de las garantías implícitas en el contrato e incumplimiento del deber fiduciario, al parecer buscando $50 millones en daños y perjuicios.
En su última tutela, Felder alegó que desde la gira Hell Freezes Over en 1994, Henley y Frey habían "...insistido que ellos cada vez recibían un porcentaje mayor en las ganancias de la banda...", mientras que el dinero había sido previamente dividido en cinco partes iguales. Felder también les acusó de haber sido obligado a firmar un contrato en donde se decía que Henley y Frey recibirían tres veces más  de Selected Works: 1972-1999 de lo que Felder recibiría. Este box set, publicado en noviembre del 2000, ha vendido aproximadamente 267,000 copias a $60 cada una.
Henley y Frey contraatacaron a Felder por incumplimiento de contrato, denunciando que Felder había escrito e intentado vender los derechos a una publicación del libro. El libro, Heaven and Hell, fue publicado en el Reino Unido el primero de noviembre de 2007. La edición estadounidense de Heaven and Hell fue sacada al público por publicaciones de John Wiley & Sons el 8 de abril de 2008, con Felder embarcado en una campaña de publicidad completa en torno a su expulsión.
El 23 de enero de 2002, la corte del condado de Los Ángeles consolidó las dos tutelas el 8 de mayo de 2007, el caso fue resuelto fuera de los tribunales por una suma de dinero no revelada.
En una entrevista en 2008 promocionando su libro, Felder indicó que aún le quedan amigos y compañeros como los ex de The Eagles, Bernie Leadon y Randy Meisner. Sin embargo, cuando se le preguntó si aún tenía contacto con Don Henley y Glenn Frey, actuales miembros de The Eagles, Felder dijo que las únicas respuestas que ha obtenido son las de sus respectivos abogados.

## Discografía
Álbumes de The Eagles:
- On the Border (1974)
- One of These Nights (1975)
- Hotel California (1976)
- Their Greatest Hits (1971-1975) (1976)
- The Long Run (1979)
- Eagles Live (1980)
- Eagles Greatest Hits, Vol. 2 (1982)
- Hell Freezes Over (1994)
- Selected Works: 1972-1999 (2000)
- The Very Best of Eagles (2003)
- Eagles (box set) (2005)

Álbumes solista
- Airborne (1983)
- Road To Forever (2012)

Bandas sonoras
- Heavy Metal (1981)
  - Pista 6: "Heavy Metal (Takin' A Ride)" (#43 en los Billboard Hot 100)
  - Pista 14: "All of You"
- Fast Times at Ridgemont High: Music From the Motion Picture (1982)
  - Pista 10: "Never Surrender" (escrita por Don Felder y Kenny Loggins)

## Canciones de The Eagles

### Canciones de The Eagles coescritas por Don Felder
- "Visions" de One of These Nights (coescrita con Don Henley)
- "Too Many Hands" de One of These Nights (coescrita con Randy Meisner)
- "Victim of Love" de Hotel California (coescrita con Henley, Glenn Frey, y J.D. Souther)
- "Hotel California" de Hotel California (coescrita con Henley/Frey)
- "The Disco Strangler" de The Long Run (coescrita con Henley/Frey)
- "Those Shoes" de The Long Run (coescrita con Henley/Frey)

### Canciones de The Eagles con Don Felder como vocalista líder
- "Visions" de One of These Nights